# Torsås
Torsås er hovedby i Torsås kommune, Kalmar län, Småland i Sverige. Byen ligger omtrent midt mellem Kalmar og Karlskrona, med daglige rutebilforbindelser til begge byer.
I 1500-tallet var bonde- og oprørslederen Nils Dacke ofte i Torsås-området, blandt andet fordi hans fæstemø kom fra landsbyen Holma.
Der er et monument i Torsås til minde om freden i Brömsebro mellem Danmark og Sverige i 1645.